# Stana Katic
Stana Katic (/ˈstɑːnə ˈkætɪk/; sinh ngày 26 tháng 4 năm 1978) là nữ diễn viên người Canada. Cô từng vào vai Kate Beckett trong sê-ri truyền hình Castle (2009–2016, đài ABC). Hiện cô đang tham gia trong sê-ri Absentia (2017–) với vai Emily Byrne.

## Giải thưởng và đề cử
| Năm  | Giải thưởng                              | Hạng mục                                                | Đề cử cho | Kết quả   |
| ---- | ---------------------------------------- | ------------------------------------------------------- | --------- | --------- |
| 2009 | Giải Satellite                           | Nữ diễn viên xuất sắc nhất trong sê-ri, phim chính kịch | Castle    | Đề cử     |
| 2011 | TV Guide Magazine's Fan Favorites Awards | Cặp đôi được yêu thích (với Nathan Fillion)             | Castle    | Đoạt giải |
| 2012 | TV Guide Magazine's Fan Favorites Awards | Cặp đôi được yêu thích (với Nathan Fillion)             | Castle    | Đoạt giải |
| 2012 | Giải PRISM                               | Diễn xuất trong phim chính kịch                         | Castle    | Đoạt giải |
| 2013 | TV Guide Magazine's Fan Favorites Awards | Cặp đôi được yêu thích (với Nathan Fillion)             | Castle    | Đoạt giải |
| 2013 | People's Choice Awards                   | Nữ diễn viên chính kịch được yêu thích                  | Castle    | Đề cử     |
| 2014 | People's Choice Awards                   | Nữ diễn viên chính kịch được yêu thích                  | Castle    | Đoạt giải |
| 2014 | People's Choice Awards                   | Cặp đôi truyền hình được yêu thích (với Nathan Fillion) | Castle    | Đề cử     |
| 2015 | People's Choice Awards                   | Cặp đôi truyền hình được yêu thích (với Nathan Fillion) | Castle    | Đề cử     |
| 2015 | People's Choice Awards                   | Nữ diễn viên phim tội phạm được yêu thích nhất          | Castle    | Đoạt giải |
| 2016 | People's Choice Awards                   | Nữ diễn viên phim tội phạm được yêu thích nhất          | Castle    | Đoạt giải |